# Stanisław Likiernik

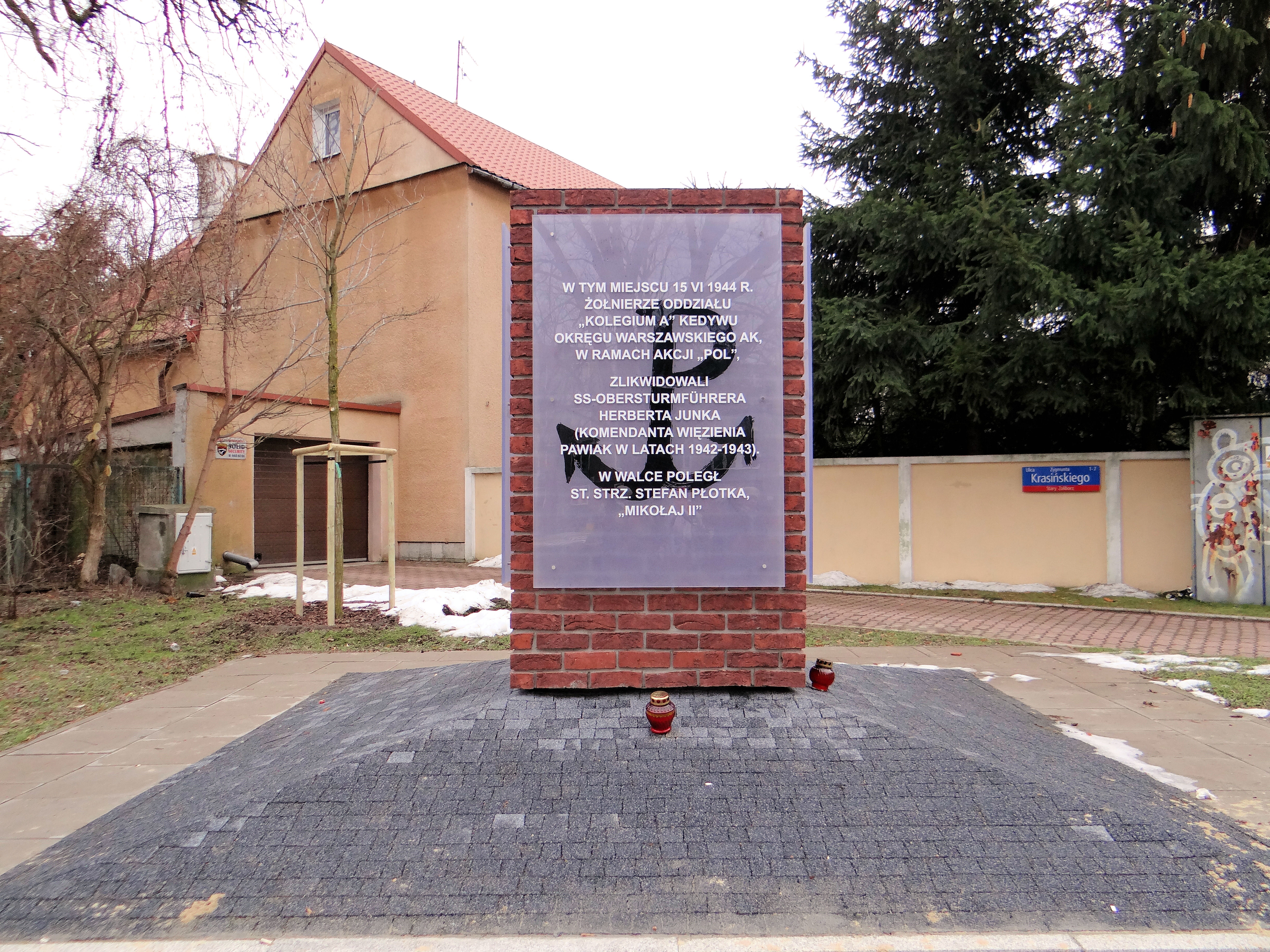
Miejsce na Żoliborzu, w którym Stanisław Likiernik wraz z innymi żołnierzami Kedywu 15 czerwca 1944 zlikwidował gestapowców, oraz pomnik upamiętniający tę akcję

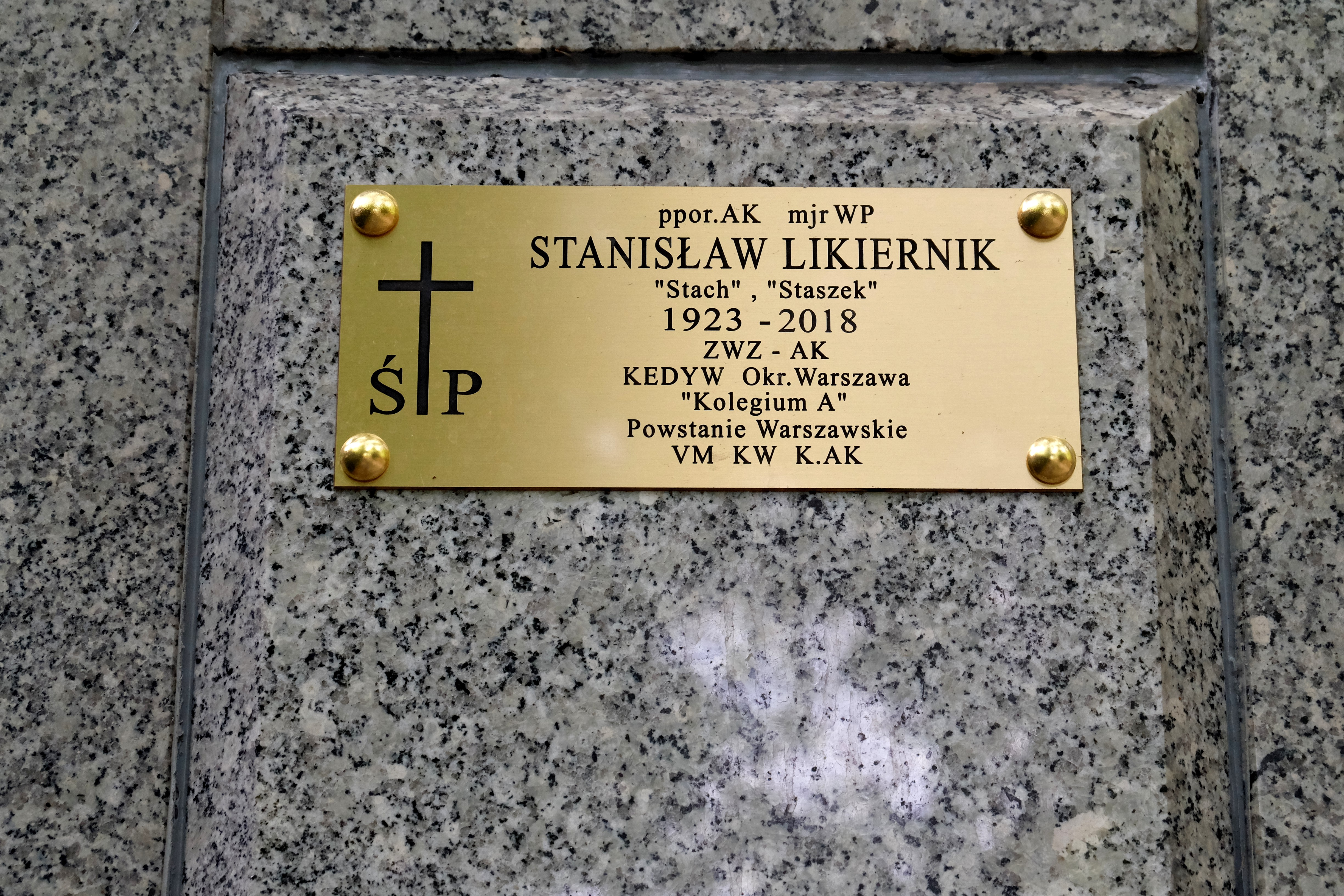
Grób Stanisława Likiernika na Cmentarzu Wojskowym na Powązkach w Warszawie

Stanisław Bolesław Likiernik, ps. „Staszek”, „Stach” (ur. 25 czerwca 1923 w Garwolinie, zm. 17 kwietnia 2018 w Wersalu) – podpułkownik Wojska Polskiego, żołnierz Armii Krajowej, uczestnik powstania warszawskiego, politolog pochodzenia żydowskiego. Posiadał podwójne obywatelstwo: polskie i francuskie.

## Losy okupacyjne
Syn Tadeusza i Stanisławy Likierników. W 1939 miał 16 lat, początkowo nie próbował dostać się do konspiracji. Jego ojciec został pojmany przez Niemców jako oficer wywiadu i wywieziony do obozu jenieckiego. Nad Stanisławem całą okupację ciążyło zagrożenie związane z żydowskim pochodzeniem. W 1940 brał udział w tajnych kompletach. W tym samym roku przez swojego przyjaciela nawiązał kontakt z podziemiem. Jego przyjęcie opóźnił starszy rangą znajomy, którego zdaniem Stanisław nie ukłonił się na ulicy, więc postulował, aby nie przyjmować go w szeregi AK. Od początku 1943 walczył w szeregach Kolegium A Kedywu; brał udział w likwidacjach jako obstawa (m.in. w akcji Panienka w marcu 1944). Uczestniczył w wielu akcjach sabotażowo-dywersyjnych.

## Powstanie warszawskie
W powstaniu warszawskim walczył w szeregach Zgrupowania „Radosław”, był wielokrotnie ranny. Przebywał m.in. w szpitalu przy ul. Kilińskiego 13 sierpnia, „Czarnej Niedzieli”, co opisywał w swoich publikacjach. Był uczestnikiem przejścia przez Ogród Saski tzw. górą (Stare Miasto - Śródmieście). Szlak bojowy Stanisława Likiernika to: Wola, Stare Miasto i Czerniaków. Wspomnienia dotyczące okupacji i powstania warszawskiego opisał w książce Diabelne szczęście czy palec Boży?. Jego wspomnienia zawiera także opublikowana w czerwcu 2014 książka Emila Marata i Michała Wójcika pt. Made in Poland. Opowiada jeden z ostatnich żołnierzy Kedywu Stanisław Likiernik .

## Losy powojenne
W 1946 wyjechał do Francji, by uniknąć aresztowania przez komunistyczny Urząd Bezpieczeństwa. Ukończył studia w Instytucie Nauk Politycznych w Paryżu. Zajmował stanowiska dyrektorskie w firmie Philips. Obywatelstwo francuskie uzyskał w 1957. Wielokrotnie później odwiedzał Polskę, m.in. przy okazji odsłonięcia w sierpniu 2012 tablicy pamiątkowej na cześć Kolegium A Kedywu na warszawskim Żoliborzu, a także w 2014 przy okazji przejęcia tradycji Oddziału Dyspozycyjnego „A” Kedywu przez Oddział Specjalny ŻW w Warszawie.
Zmarł 17 kwietnia 2018 w podparyskim Wersalu. Został pochowany 21 maja 2018 na Cmentarzu Wojskowym na Powązkach (kwatera 18D kolumbarium lewe B-8-5).

## Ordery i odznaczenia
- Krzyż Srebrny Orderu Wojennego Virtuti Militari[13] nr 13605
- Krzyż Oficerski Orderu Odrodzenia Polski (15 czerwca 2007)[14]
- Krzyż Komandorski Orderu Zasługi RP (19 października 2011)[15]
- Krzyż Kawalerski Orderu Zasługi RP (14 grudnia 2000)[16]
- Krzyż Walecznych (1944)
- Medal Honorowy za zasługi dla Żandarmerii Wojskowej (2014)[17]

## Upamiętnienie w literaturze
Był jednym z pierwowzorów (obok Krzysztofa Sobieszczańskiego) postaci Stanisława Skiernika „Kolumba” w powieści Kolumbowie. Rocznik 20 (1957) Romana Bratnego, na podstawie której powstał serial Kolumbowie (1970) w reżyserii Janusza Morgensterna.